# Koszmosz–11
A Koszmosz–11 (oroszul: Космос 11) Koszmosz műhold, a szovjet műszeres műhold-sorozat tagja.

## Küldetés
Feladata a Föld atmoszférájának felülről történő vizsgálata. A Koszmosz–1 és Koszmosz–2 által megkezdett vizsgálatokat folytatta, valamint az új rakétafúvókák segítségével olyan manővereket végzett, melyek elősegítették a későbbi emberes űrrepüléseket. A műholdakat csak típusjelzéssel látták el (sikertelen indításnál a következő indítás kapta a jelölést).

## Jellemzői
Az OKB–1 tervezőirodában kifejlesztett és megépített DSZ–A1 (DSZ – Dnyepropetrovszkij szputnyik) típusú műhold. Üzemeltetője a szovjet Tudományos Akadémia.
1962. október 20-án Kapusztyin Jar rakétakísérleti lőtérről Majak–2 indítóállásából egy  Koszmosz–2I (63SZ1) típusú hordozórakétával állították alacsony Föld körüli pályára. Az orbitális egység pályája 95.6 perces, 48.9 fokos hajlásszögű, elliptikus pálya-perigeuma 234 kilométer, apogeuma 901 kilométer volt. Hasznos tömege 315 kilogramm. A sorozat felépítését, szerkezetét, alapvető fedélzeti rendszereit tekintve egységesített, szabványosított tudományos-kutató űreszköz. Áramforrásaként napelemeket, illetve pufferakkumulátorokat alkalmaztak.
1964. május 18-án földi parancsra belépett a légkörbe és hagyományos – ejtőernyős leereszkedés – módon visszatért a Földre. Az első Koszmosz műhold, amelyik visszatért a Földre.

## Külső hivatkozások
- A Koszmosz–11 indítás  a Roszkoszmosz honlapján Koszmosz–11. spacefacts.de. (Hozzáférés: 2012. november 20.)[halott link]
- Koszmosz–11. lib.cas.cz. [2013. október 13-i dátummal az eredetiből archiválva]. (Hozzáférés: 2013. április 6.)

| Elődje: Koszmosz–10 | Koszmosz-program 1962 | Utódja: Koszmosz–12 |